# Romãs
Romãs is een plaats (freguesia) in de Portugese gemeente Sátão en telt 1099 inwoners (2001).